# Anne Sexton
Anne Sexton (n. 9 noiembrie 1928, Massachusetts, SUA – d. 4 octombrie 1974, Weston⁠(d), Massachusetts, SUA) a fost o poetă americană. Recunoscută pentru versurile sale confesive, Sexton a câștigat Premiul Pulitzer pentru poezie în 1967, pentru volumul Trăiește sau mori (1966). Poeziile sale descriu lupta îndelungată cu tulburarea bipolară, tendințele sinucigașe, și detalii intime din viața sa privată, inclusiv relațiile cu soțul și copiii ei.

## Tinerețea
Anne Sexton s-a născut Anne Gray Harvey în Newton, Massachusetts, ca fiică a lui Mary Gray (1901-1959) și Ralph Churchill Harvey (1900-1959). A avut două surori mai mari, Jane Elizabeth Jealous (1923-1983) și Blanche Dingley Taylor (1925-2011). Și-a petrecut cea mai mare parte a copilăriei în Boston. În 1945 s-a înscris la internatul Rogers Hall din Lowell, Massachusetts, petrecând ulterior un an la Școala Garland. Pentru o vreme a fost model pentru agenția Hart din Boston. 
La 16 august 1948, s-a căsătorit cu Alfred Muller Sexton II, alături de care a trăit până în 1973. Sexton a avut primul ei copil, Linda Gray Sexton, în 1953. Al doilea ei copil, Joyce Ladd Sexton, s-a născut doi ani mai târziu.

## Poezie
Sexton a suferit de tulburare bipolară severă o mare parte din viață, primul ei episod maniacal având loc în 1954. După un al doilea episod, în 1955, ea l-a întâlnit pe Dr. Martin Orne, care a devenit terapeutul ei pe termen lung la Glenside Hospital. Orne a fost cel care a încurajat-o să scrie poezii.
Primul atelier de poezie la care a participat a fost condus de John Holmes. Sexton a avut mari emoții în a se înscrie la curs, rugând un prieten să telefoneze pentru ea, și să o însoțească la prima sesiune. Poeziile ei au fost apreciate la început; câteva au fost preluate de The New Yorker, Harper's Magazine și Saturday Review. Sexton a studiat ulterior cu Robert Lowell la Universitatea Boston, alături de poeții Sylvia Plath și George Starbuck. Sexton a adus ulterior un omagiu prieteniei sale Plath în poemul „Moartea Sylviei” din 1963. Primul ei volum de poezii, Spre Bedlam și la jumătatea drumului înapoi, a fost publicat în 1960 și a inclus poemul „O femeie ca ea”, care folosește persecuția vrăjitoarelor ca analogie pentru opresiunea femeilor într-o societate patriarhală.
Pe 4 octombrie 1974, Sexton a luat prânzul cu autoarea Maxine Kumin pentru a revizui manuscrisul volumului Cumplita vâslire spre Dumnezeu, programat pentru publicare în martie 1975. Mai târziu în acea zi, Sexton a murit prin sinucidere la vârsta de 45 de ani.

## Teme
Unele femei iau în căsătorie case. – Anne Sexton, „Casnică” (1962)  
Sexton este considerată modelul modern al poetei confesive datorită conținutului intim și emoțional al poeziei sale. Sexton obișnuia să își dezvăluie prin scris luptele cu rolul femeii în societate și bolile mintale. Sexton a abordat numeroase subiecte considerate la vremea respectivă obscene și respingătoare. Kumin a descris opera lui Sexton: „Ea a scris deschis despre menstruație, avort, masturbare, incest, adulter și dependență de droguri într-o perioadă în care normele nu considerau niciunul dintre aceste subiecte adecvate pentru poezie”.

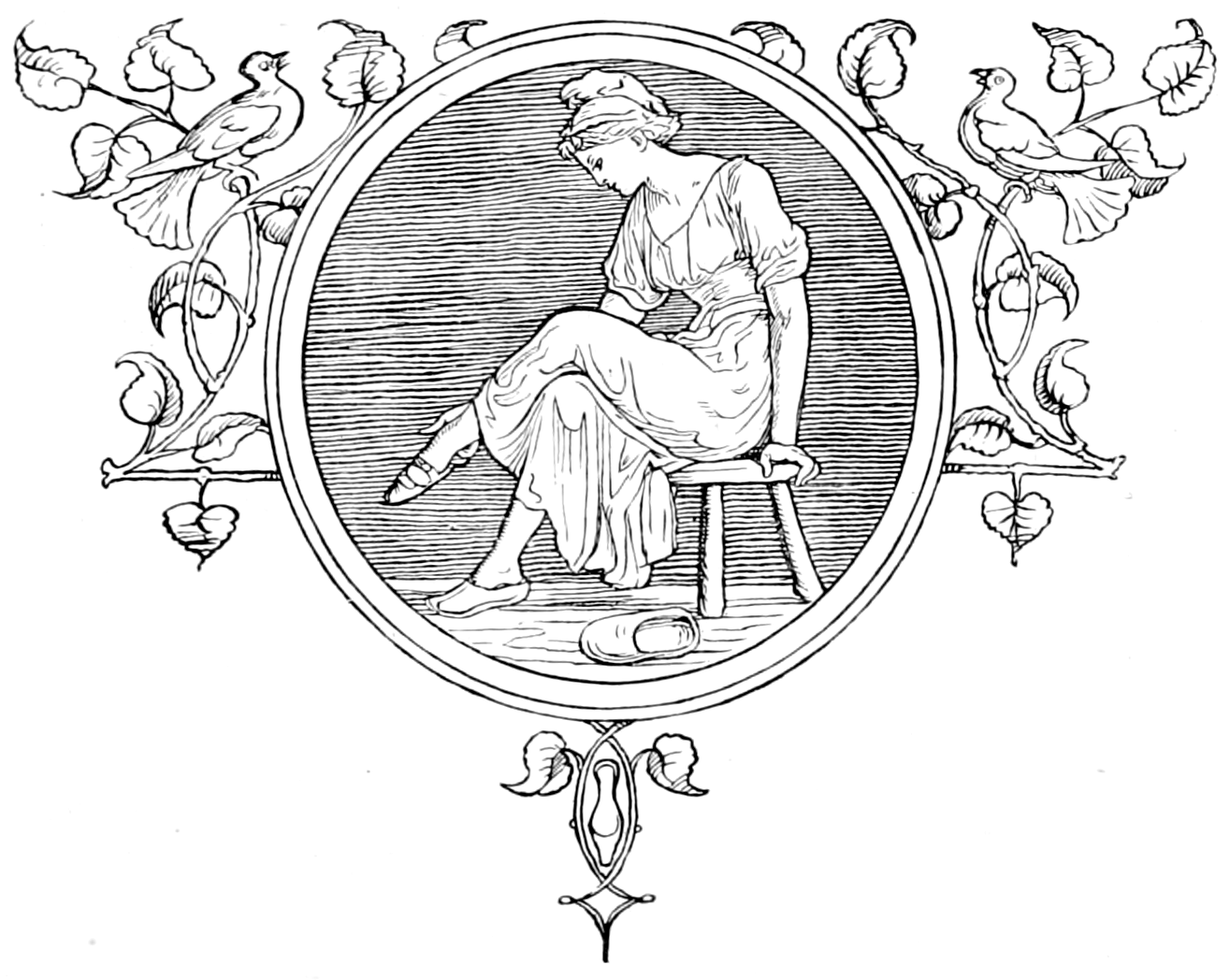
În Transformări, Sexton trasează paralele între cotidianul american și basme clasice, precum Cenușăreasa.

Opera lui Sexton de la sfârșitul anilor 1960 a fost catalogată de critici respectuoși drept „lăudăroasă, leneșă și neserioasă”. Unii critici consideră că dependența ei de alcool i-a compromis ultimele lucrări. Cu toate acestea, alți critici o văd pe Sexton ca pe o poetă ale cărei scrieri s-au maturizat odată cu trecerea timpului. „Începând ca o scriitoare relativ convențională, a învățat să își asprească versul ... pentru a-l folosi ca instrument împotriva politeții limbajului, politicii, religiei [și] sexului”. A opta sa colecție de poezii se intitulează Cumplita vâslire spre Dumnezeu. Titlul provine de la întâlnirea ei cu un preot romano-catolic care, nedorind să-i administreze ultima împărtășanie, i-a spus: „Dumnezeu este în mașina ta de scris”. Acest lucru i-a dat poetei dorința și voința de a continua să trăiască și să scrie. Cumplita vâslire spre Dumnezeu și Caietele morții sunt printre ultimele ei lucrări și ambele se axează pe tema morții.
Lucrările lui Sexton au pornit de la studiul sinelui, dar, pe măsură ce cariera sa a progresat, ea a făcut încercări periodice de a ieși din domeniul propriei sale vieți pentru a găsi teme poetice. Transformări (1971), care este o repovestire revizionistă a poveștilor Fraților Grimm, este una dintre aceste cărți.

### Poezie
- Spre Bedlam și la jumătatea drumului înapoi (1960)
- Toți frumoșii mei (1962)
- Trăiește sau mori (1966)
- Poeme de dragoste (1969)
- Transformări (1971)
- Cartea smintirii (1972)
- Caietele morții (1974)
- Cumplita vâslire spre Dumnezeu (1975)
- Strada Milei nr. 45 (1976)
- Cuvinte pentru Dr. Y. (1978)
- The Complete Poems: Anne Sexton (1981)

### Proză
- Anne Sexton: A Self-Portrait in Letters (1977)